# Thiétreville
Thiétreville é uma comuna francesa na região administrativa da Normandia, no departamento de Sena Marítimo. Estende-se por uma área de 5,3 km². Em 2010 a comuna tinha 409 habitantes (densidade: 77,2 hab./km²).